# Хынув (гмина)
Хынув (пол. Chynów) — сельская гмина (волость) в Польше, входит как административная единица в Груецкий повет, Мазовецкое воеводство. Население — 9393 человека (на 2004 год).

## Демография
| Перепись                       | Всего   | Всего | Женщины | Женщины | Мужчины | Мужчины |
| ------------------------------ | ------- | ----- | ------- | ------- | ------- | ------- |
| Единицы                        | человек | %     | человек | %       | человек | %       |
| Население                      | 9393    | 100   | 4641    | 49,4    | 4752    | 50,6    |
| Плотность населения (чел./км²) | 68,5    | 68,5  | 33,9    | 33,9    | 34,7    | 34,7    |

## Сельские округа
1. Адамув-Рососки
2. Барцице-Дрвалевске
3. Барцице-Рососке
4. Буды-Сулковске
5. Будзишин
6. Будзишинек
7. Хынув
8. Домброва-Дужа
9. Добецин
10. Дрвалев
11. Дрвалевице
12. Эдвардув
13. Францишкув
14. Гай-Желеховски
15. Гробице
16. Хенрыкув
17. Якубовизна
18. Янув
19. Юрандув
20. Кренжель
21. Кукалы
22. Лясополе
23. Людвикув
24. Махцин
25. Марянув
26. Мартынув
27. Марынин
28. Монкосин
29. Милянув
30. Нове-Гробице
31. Павлувка
32. Печиска
33. Пекут
34. Пшилом
35. Росош
36. Росошка
37. Станишевице
38. Сулковице
39. Ватрашев
40. Веншелювка
41. Видок
42. Воля-Хыновска
43. Воля-Кукальска
44. Воля-Печиска
45. Воля-Жыровска
46. Выгодне
47. Залесе
48. Завады
49. Желязна
50. Желехув
51. Жырув

## Соседние гмины
1. Гмина Гура-Кальваря
2. Гмина Груец
3. Гмина Ясенец
4. Гмина Пражмув
5. Гмина Варка